# Bert van Marwijk
Bert van Marwijk (Deventer, 19. svibnja 1952.) nizozemski je nogometni trener te bivši nogometaš i nacionalni reprezentativac. Trenutačno je trener MVV Maastrichta.
Kao trener je s rotterdamskim Feyenoordom osvojio Kup UEFA u finalu igranom na domaćem stadionu 2002. godine protiv dortmundske Borussije. Veliki rezultat ostvario je i kao nizozemski izbornik kada je s Oranjama stigao do finala Svjetskog prvenstva 2010. u Južnoj Africi.

## Karijera

### Igračka karijera
Van Marwijk je cijelu svoju igračku karijeru proveo u domovini od čega osam sezona u MVV Maastrichtu s kojim je 1978. bio prvak druge lige. Jedini nastup u nacionalnoj reprezentaciji ostvario je 1975. godine kada ga je u prijateljskoj utakmici protiv Jugoslavije u igru uveo tadašnji izbornik Rinus Michels.

### Trenerska karijera
Bert je trenersku karijeru započeo 1998. godine u Fortuni Sittard te je u debitantskoj trenerskoj sezoni stigao do finala nizozemskog kupa kojeg je tada osvojio amsterdamski Ajax pogodcima Jespera Grønkjæra.
2000. je preuzeo Feyenoord Rotterdam s kojim je nakon dvije godine bio prvak Kupa UEFA. U srpnju 2004. potpisuje za dortmundsku Borussiju koju je napustio u prosincu 2006. zbog stagnacije na sredini prvenstvene tablice. Poslije toga vraća se u Feyenoord u koji je doveo veterane Giovannija van Bronckhorsta i Royja Makaayja. S klubom je te sezone osvojio nizozemski kup.
Završetkom EURA 2008., Bert van Marwijk je imenovan novim izbornikom Nizozemske naslijedivši Marca van Bastena. S Oranjama je u kvalifikacijama za Svjetsko prvenstvo 2010. u Južnoj Africi osvojio prvo mjesto s nevjerojatnih 14 bodova prednosti od drugoplasirane Norveške. Na samom Mundijalu je stigao do finala u kojem je Nizozemska poražena od Španjolske tek u produžecima s minimalnih 1:0. Zbog tog uspjeha je imenovan vitezom reda Orange-Nassau dok mu je nizozemski nogometni savez početkom prosinca 2011. produžio postojeći ugovor do ljeta 2016.
Međutim, Nizozemska je na EURU 2012. ostvarila katastrofalan rezultat kao posljednja u skupini s tri uzastopna poraza od Danske, Njemačke i Portugala te gol-razlikom 2:5. Zbog toga je Van Marwijk 27. lipnja podnio ostavku.
Poslije toga, povezivalo ga se s Fenerbahčeom, lisabonskim Sportingom, VfL Wolfsburgom, FC Twenteom pa čak i poljskom reprezentacijom, međutim, niti jedna od tih informacija u konačnici nije potvrđena.
Van Marwijk je krajem rujna 2013. odabrao HSV međutim u kratkom roku provedenom u tom klubu, trener nije ostvario nikakav rezultat izuzev velikog broja poraza. Zbog toga je s njime otkazana suradnja 15. veljače sljedeće godine kao i s njegovim pomoćnikom Roelom Coumansom. U klubu je proveo svega 143 dana.
26. kolovoza 2015. Bert van Matwijk je imenovan novim izbornikom Saudijske Arabije. Uspio je saudijsku reprezentaciju kvalificirati na Svjetsko prvenstvo 2018. međutim, mediji su ga kritizirali što ne ostaje u zemlji kako bi gledao domaće prvenstvene susrete. Nekoliko dana nakon kvalifikacijskog uspjeha, Bert je dao ostavku jer se sa saudijskim nogometnim savezom nije uspio dogovoriti o novom ugovoru.
Ipak, Van Marwijk je prisustvovao na Mundijalu u Rusiji i to kao izbornik Australije koja ga je imenovala na to mjesto krajem siječnja 2018. Isto tako, domaći stručnjak Graham Arnold je odabran kao Van Marwijkova zamjena nakon završetka turnira.

## Privatni život
U privatnom životu, Van Marwijk je punac Marku van Bommelu dok je 1975. bio svjetski prvak u belotu.

## Osvojeni trofeji

### Igrački trofeji
| Klub           | Trofej                | Sezona / godina |
| Nizozemska     | Nizozemska            | Nizozemska      |
| -------------- | --------------------- | --------------- |
| AZ Alkmaar     | Nizozemski kup        | 1978.           |
| MVV Maastricht | Nizozemska druga liga | 1983./84.       |

### Reprezentativni trofeji
| Klub                | Trofej              | Sezona / godina |
| Nizozemska          | Nizozemska          | Nizozemska      |
| ------------------- | ------------------- | --------------- |
| Feyenoord Rotterdam | Kup UEFA            | 2002.           |
| Feyenoord Rotterdam | Nizozemski kup      | 2008.           |
| Nizozemska          | SP u JAR-u (srebro) | 2010.           |

## Vanjske poveznice
- National Football Teams.com
- Transfermarkt.de